# Arsabenzè
Arsabenzè, en anglès:arsabenzene, amb el nom (IUPAC: arsinina) és un compost organoarsènic heterocíclic que té la fórmula química C₅H₅As. Pertany al grup de compostos anomenats heteroarens els quals tenen la fórmula general C₅H₅E (E= N, P, As, Sb, Bi).
És un líquid sensible a l'aire que fa olor de ceba, i es descompon amb la calor. l'arsabenzè també és un lligand ambidentat i esprefereix coordinar usant les rutes η¹(As)- o η⁶(π)-.
L'estudi de l'arsabenzè i els compostos relacionats ha estat un pas important per a la comprensió dels compostos que contenen múltiples enllaços químics entre el carboni i els elements més pesants.

## Síntesi
L'arsabenzè es sintetitza en dos passos a partir de l'1,4-pentadiina.
CH₂(CHCH)₂SnBu₂ + AsCl₃ → CH₂(CHCH)₂AsCl + Bu₂SnCl₂
CH₂(CHCH)₂AsCl → C₅H₅As + HCl

## Reaccions
L'arsabenzè experimenta substitució electròfila aromàtica. També experimenta l'acilació de Friedel-Crafts